# Функција (топологија)
Функција или пресликавање у тополошком смислу је правило придруживања једног елемента из тополошког простора {\displaystyle \,X} који се тада назива домен функције, другом елементу из тополошког простора {\displaystyle \,Y} - кодомен функције.

## Непрекидна функција
Непрекидна функција из једног тополошког простора у други је функција чија је инверзна слика било ког отвореног скупа отворена.
Непрекидна пресликавања су морфизми тополошког простора.
Ако функција слика реалне бројеве у реалне бројеве (оба простора са стандардном топологијом), онда је ова дефиниција непрекидности еквивалентна дефиницији непрекидности која се јавља у анализи.

## Хомоморфизам
Хомоморфизам је пресликавање између две алгебарске структуре истог типа, које чува њихову форму. Нека су {\displaystyle (M,\cdot )} и {\displaystyle (K,\times )} две алгебарске структуре истог типа (група, поље, моноид). Ако је пресликавање {\displaystyle f:M\rightarrow K} хомоморфизам, а {\displaystyle a,b\in M} важиће: {\displaystyle f(a\cdot b)=f(a)\times f(b).}
Врсте хомоморфизама:
- Изоморфизам је бијективни хомоморфизам. Два објекта су изоморфна ако постоји изоморфизам између њих. Изоморфни објекти су потпуно неразазнатљиви што се тиче структуре која је у питању.
- Епиморфизам је сурјективни хомоморфизам.
- Мономорфизам је инјективни хомоморфизам.
- Ендоморфизам је хомоморфизам са неког објекта на самог себе се зове .
- Аутоморфизам је ендоморфизам који је и изоморфизам.

## Хомеоморфизам
Хомеоморфизам је непрекидни изоморфизам (непрекидни бијективни хомоморфизам) чији је и инверз непрекидна функција. Каже се да је хомеоморфизам измрђу два тополошка простора тополошки изоморфизам, јер то је пресликавање ψ које је обострано једнозначно, ψ је непрекидно и ψ-1 је непрекидно.
Ако је функција пресликавања скупа на скуп хомеоморфизам, каже се да скуп из којег функција пресликава је хомеоморфан скупу у који га она пресликава.